# Ploumoguer

Ploumoguer este o comună în departamentul Finistère, Franța. În 1 ianuarie 2022 avea o populație de 2.097 de locuitori.